# Delta Generali osiguranje
 (транскр.  Делта ђенерали осигурање) било је матично предузеће групе Делта ђенерали осигурање која је била дио Delta Holding-а.
Сједиште Delta Generali osiguranje-а је било у Београду односно Новом Београду.

## Историја
је основано 24. јула 1998. године, а под тим именом је наступало од 2006. након што је склопљено партнерство између Delta Holding-а и Generali Group. Првобитни оснивачи су били Delta Banka и Delta Invest, а затим је 3. јула 2006. компанија Generali Holding Vienna AG стекла контролно учешће над осигурањем од Delta M и Delta Maxi-ја. Своје акције је затим продала холандској компанији Generali PPF Holding B.V. Тако се Delta Generali osiguranje налазило у власништву Delta Real Estate-а (49.9773%) и Generali PPF Holding B.V. (50.0227%). Од септембра 2014. налази се у 100% власништву Generali Group.
 је било друго највеће осигуравајуће друштво на тржишту осигурања у Србији и један од тржишних лидера у животном, приватном здравственом и међународном путном осигурању. Имало је широко распрострањену продајну мрежу од 80 пословница и запошљавало је око 1.800 људи. Годину 2010. завршило је са 18,6% тржишног учешћа и премијом од 10,5 милијарди динара, чиме је заузело друго мјесто на српском тржишту осигурања. Године 2006. Delta Generali osiguranje је основало први добровољни пензиони фонд у Србији.
 је било специјализовано за сљедеће врсте осигурања и ризике: осигурање имовине, колективно осигурање од посљедица несрећног случаја — незгоде; допунско здравствено осигурање; VIP осигурање кућа и станова и ствари у њима у стварној вриједности; осигурање транспорта робе у међународном копненом, ријечном и поштанском саобраћају; осигурање моторних возила; осигурање путника организованих туристичких аранжмана — организовање путовања; здравствено осигурање боравка у иностранству са асистенцијом.

## Група Делта ђенерали осигурање
Основна предузећа у саставу групе Делта ђенерали осигурање су била:
- Београд;
- Београд;
- Београд.

Групу Делта ђенерали осигурање до јуна 2013. чинила је још и приватна здравствена установа Дом здравља Једро (Нови Београд).